# Route nationale 642a
La route nationale 642A ou RN 642A était une route nationale française reliant Vianne à Feugarolles. À la suite de la réforme de 1972, elle a été déclassée en RD 642E.

## Ancien tracé de Vianne à Feugarolles (D 642E)
- Vianne
- Feugarolles